# Białystok

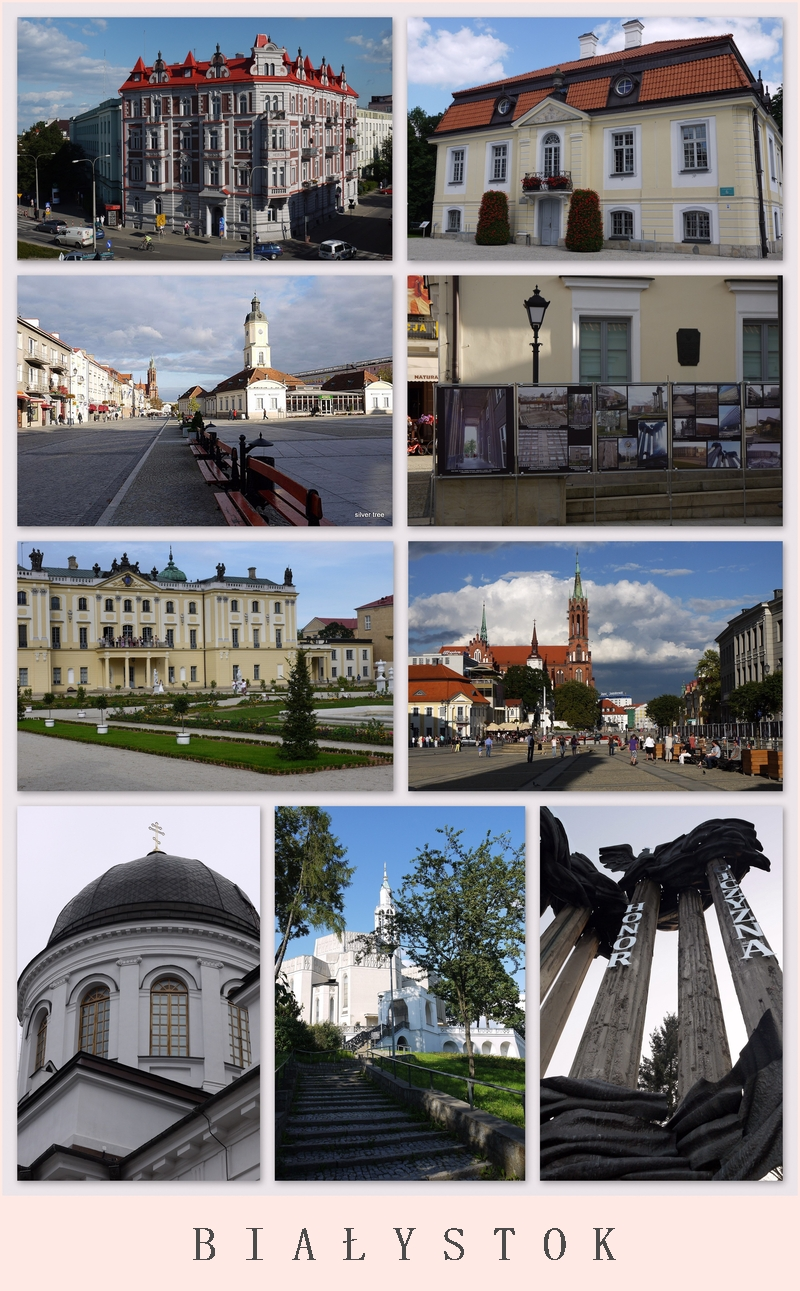
Białystok

Białystok [bʲaˈwɨstɔk] anhörenⓘ (deutsch veraltet Bjelostock, jiddisch ביאליסטאק Bjalistok, belarussisch Беласток Belastok) ist die Hauptstadt und einzige Großstadt der polnischen Woiwodschaft Podlachien.
Im Laufe ihrer Geschichte war Białystok eine vielsprachige Stadt. Von der Stadtgründung bis zum Zweiten Weltkrieg stellten Juden oft die Bevölkerungsmehrheit. Von der Mitte des 19. bis zum Anfang des 20. Jahrhunderts existierte hier auch eine zahlenmäßig bedeutsame deutsche Minderheit. Heute sind die Belarusen die größte Minderheit der Stadt.
Białystok liegt in einer ertragreichen ländlichen Region. Im 19. und 20. Jahrhundert wurde die Stadt zu einem Zentrum des Maschinenbaus und der Elektro-, Metall- und Brauindustrie. Sie liegt an der Eisenbahnstrecke von Warschau in Richtung Kaunas/Vilnius (Rail Baltica). In Białystok gibt es mehrere Hochschulen. Die Stadt ist der Sitz eines katholischen Erzbistums.

## Geographie

### Geographische Lage
Białystok liegt rund 180 km nordöstlich der Landeshauptstadt Warschau nahe der belarussischen Grenze an dem kleinen Fluss Biała, der im Nordwesten der Stadt in den Supraśl mündet, der sich wiederum einige Kilometer weiter westlich in den Narew ergießt.

### Klima
|                       | Jan  | Feb  | Mär  | Apr  | Mai  | Jun  | Jul  | Aug  | Sep  | Okt  | Nov  | Dez  |   |      |
| Mittl. Tagesmax. (°C) | −2,2 | −0,6 | 4,4  | 12,0 | 18,4 | 21,5 | 22,6 | 22,1 | 17,4 | 11,5 | 4,6  | 0,2  | ⌀ | 11   |
| Mittl. Tagesmin. (°C) | −7,7 | −6,8 | −3,4 | 1,9  | 7,0  | 10,2 | 11,7 | 11,1 | 7,6  | 3,6  | −0,1 | −4,6 | ⌀ | 2,6  |
|                       |      |      |      |      |      |      |      |      |      |      |      |      |   |      |
| Niederschlag (mm)     | 35   | 26   | 31   | 36   | 56   | 74   | 80   | 70   | 52   | 46   | 46   | 40   | Σ | 592  |
|                       |      |      |      |      |      |      |      |      |      |      |      |      |   |      |
| Sonnenstunden (h/d)   | 0,9  | 1,8  | 4,0  | 4,7  | 6,2  | 8,1  | 7,2  | 6,4  | 5,4  | 3,0  | 0,9  | 0,6  | ⌀ | 4,1  |
|                       |      |      |      |      |      |      |      |      |      |      |      |      |   |      |
| Regentage (d)         | 9    | 7    | 8    | 8    | 10   | 10   | 10   | 9    | 9    | 8    | 10   | 10   | Σ | 108  |
|                       |      |      |      |      |      |      |      |      |      |      |      |      |   |      |
| Luftfeuchtigkeit (%)  | 87   | 85   | 81   | 75   | 73   | 77   | 79   | 80   | 84   | 86   | 89   | 90   | ⌀ | 82,2 |

| −7,7 |

| −6,8 |

| −3,4 |

| 1,9 |

| 7,0 |

| 10,2 |

| 11,7 |

| 11,1 |

| 7,6 |

| 3,6 |

| −0,1 |

| −4,6 |

| −7,7 |

| −6,8 |

| −3,4 |

| 1,9 |

| 7,0 |

| 10,2 |

| 11,7 |

| 11,1 |

| 7,6 |

| 3,6 |

| −0,1 |

| −4,6 |

## Geschichte
Białystok wurde im 16. Jahrhundert erstmals urkundlich erwähnt. Ab 1665 gehörte es der Familie Branicki, die es zur Residenzstadt ausbaute. Auf Betreiben von Stefan Branicki erhielt Białystok 1692 das Stadtrecht, das August III. 1749 erneuerte.
Białystok und sein Umland kamen 1796 unter preußische Herrschaft und fielen nach dem Frieden von Tilsit (1807) als Белосток/Belostok ans Gouvernement Grodno im Kaiserreich Russland. Dieser Umstand und die Errichtung einer Zollgrenze zwischen Russisch Kongresspolen und Russland im Jahr 1831 sorgten für einen Aufschwung der Stadt. Die Zollgrenze sorgte dafür, dass Betriebe aus Polen ihren Sitz nach dem jetzt russischen Białystok (Belostok) verlagerten, um weiter für die russische Armee produzieren zu können. Durch die Eröffnung der Warschau-Petersburger Eisenbahn, die durch Białystok führte, wurde die Stadt zu einem industriellen Zentrum. Mit der Industrialisierung Mitte des 19. Jahrhunderts bildete sich eine bedeutende deutsche Minderheit, die 1885 ca. 12.000 Menschen umfasste, in den folgenden Jahrzehnten jedoch wieder abnahm: 1913 gab es nur noch 5.000 Deutsche in Białystok, 1935 noch 2.500. Im Jahre 1900 waren 63 % der Einwohner Juden, so dass sich die Stadt auch als ein bedeutendes jüdisches Zentrum entwickelte. Im Ersten Weltkrieg erfolgte am 20. April 1915 ein deutscher Luftangriff auf Białystok, welcher 13 Tote und 34 Verletzte zur Folge hatte. Schwere Schäden richteten die russischen Truppen an, als sie sich am 13. August 1915 vor den heranrückenden Deutschen zurückzogen.
Die Stadt blieb von da an bis zum 19. Februar 1919 unter deutscher Kontrolle.
Nach dem Ersten Weltkrieg wurde Białystok Teil der Zweiten Polnischen Republik und von 1919 bis 1939 Hauptstadt der gleichnamigen Woiwodschaft.
Kurz nach Beginn des Zweiten Weltkriegs wurde die Stadt im Rahmen des Überfalls auf Polen Mitte September 1939 von deutschen Truppen eingenommen, nach der geheimen Absprache im deutsch-sowjetischen Nichtangriffspakt jedoch am 22. September 1939 den Truppen der Sowjetunion übergeben (amtlicher Name Беласток/Belastok). Im Zuge des am 22. Juni 1941 begonnenen deutschen Angriffs auf die Sowjetunion wurde Białystok erneut von der Wehrmacht besetzt; am 27. Juni 1941 brannte das deutsche Polizei-Bataillon 309 die Große Synagoge von Białystok nieder, in die sie zuvor Hunderte Juden getrieben hatten. Die neuen Machthaber errichteten hier den Bezirk Bialystok und das Ghetto Białystok. Die meisten der damals circa 43–60 Tausend jüdischen Einwohner wurden in die Vernichtungslager Treblinka und Auschwitz gebracht und dort ermordet. Białystok war Amtssitz des Chefs der Zivilverwaltung und des Befehlshabers der Sicherheitspolizei und des SD, der die unterstellten Kommandeure (KdS) und Einsatzgruppen der Sicherheitspolizei und des SD befehligte.
Ende Juli 1944 wurde die Stadt von der Roten Armee eingenommen. Es war zunächst vorgesehen, die Stadt zusammen mit dem westlichen Teil der vormaligen Woiwodschaft in die Sowjetunion einzugliedern, und zwar in die Weißrussische Sozialistische Sowjetrepublik (BSSR). Doch dann wurden Białystok und 17 Rayons im Gebiet von Białystok Polen zugewiesen. Seit 1945 gehört sie zu Polen und ist, nachdem sie bis 1998 Sitz der gleichnamigen Woiwodschaft gewesen war, seit der Reform der öffentlichen Verwaltung Polens 1999 Hauptstadt der Woiwodschaft Podlachien (województwo podlaskie).

## Sehenswürdigkeiten

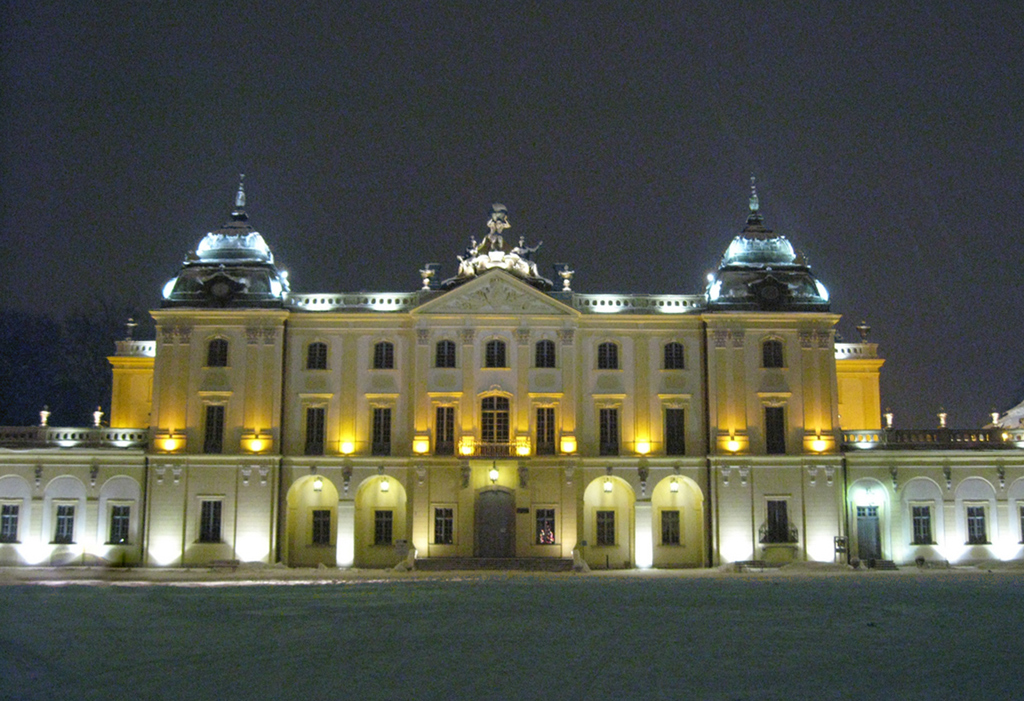
Branicki-Palast

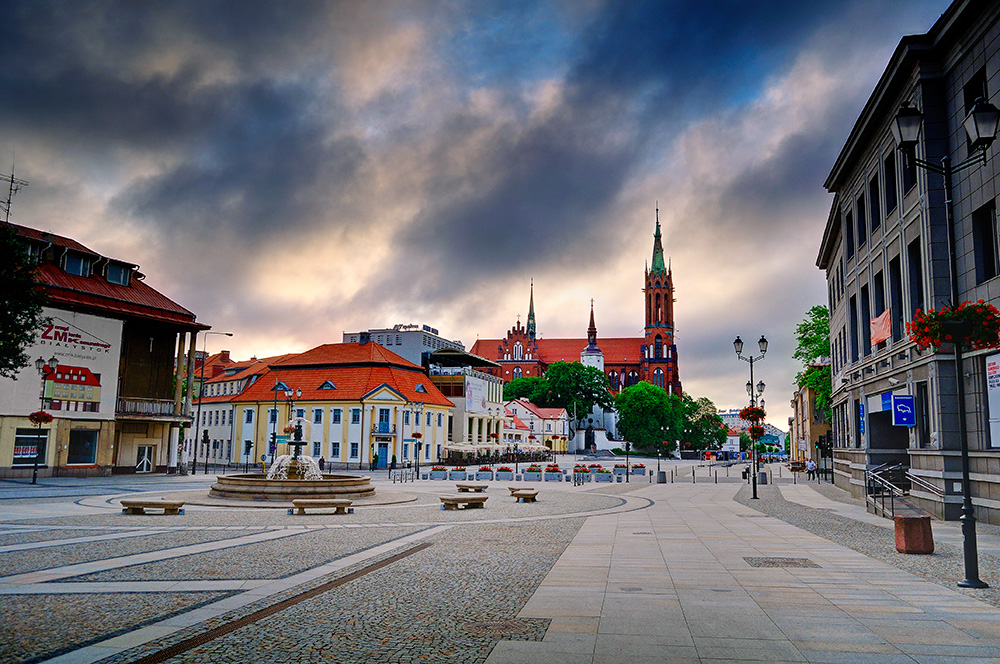
Marktplatz

Sehenswert sind das barocke Rathaus (barokowy ratusz miejski), der Branicki-Palast (Pałac Branickich), heute Medizinische Universität, das Dom-Ensemble (alte Kirche aus dem 16. Jahrhundert mit prachtvoller Ausstattung aus dem 18. Jahrhundert sowie der in neugotischem Stil gebaute Dom aus den Jahren 1904 bis 1915 – dort befinden sich mehrere Kunstwerke wie der Hauptaltar und die Kanzel). In Białystok befinden sich auch mehrere orthodoxe Kirchen, unter anderem die St.-Nikolai-Kathedrale und die Hagia Sophia.
Zweihundert Meter östlich des Doms befindet sich das Armeemuseum (polnisch Muzeum Wojska w Białymstoku). Es ist ein Museum zur polnischen Militärgeschichte und das größte Kriegsmuseum in Podlachien. Im Jahr 2018 hatte es mehr als 40.000 Besucher.
Das Palais Nowik wurde 1912 erbaut.
Die Podlachische Oper und Philharmonie wurde 2012 eröffnet.
Etwa 80 km von der Stadt entfernt befindet sich der Białowieża-Nationalpark, wo viele seltene Tiere leben, darunter auch Wisente.

## Bevölkerung

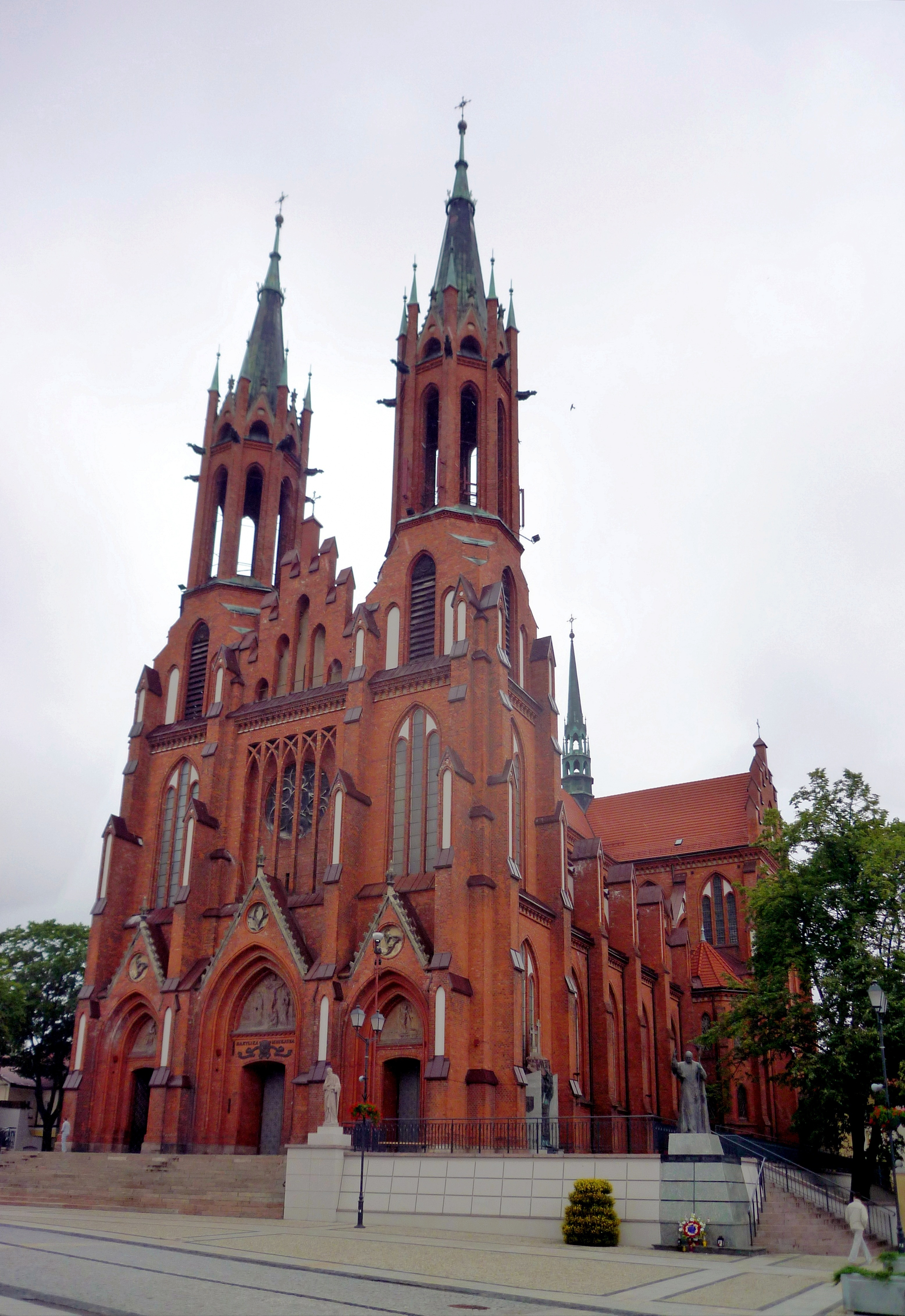
Kathedrale von Białystok, erbaut 1900–1905

Historisch war Białystok lange ein Schmelztiegel verschiedener Kulturen. Zur Wende des 19. zum 20. Jahrhundert lebte in Białystok eine gemischte Bevölkerung.
Um 1765 war Białystok zu 65–70 % von Polen, zu 20–25 % von Juden und zu 10 % von anderen Nationalitäten bewohnt. Doch bereits um 1800 machten Juden fast 40 % der Stadtbevölkerung aus, während Polen etwa 55 % ausmachten.
1897 hatte die Stadt rund 66.000 Einwohner. Dabei gaben 62 % der Bevölkerung Jiddisch als Muttersprache an, 17,2 % Polnisch, 10,3 % Russisch, 5,6 % Deutsch und 3,7 % Belarussisch. Daneben gab es noch einige hundert Lipka-Tataren in der Stadt.
Nach der Volkszählung von 1931 machten Polen 50 % der Bevölkerung Białystoks aus, Juden 45 %, andere Minderheiten 5 % (hauptsächlich Belarussen und Russen). 1939, vor Ausbruch des Krieges, lebten 53 % Polen, 42 % Juden und etwa 5 % andere Minderheiten in der Stadt.
Die deutsche Minderheit verfügte bis 1928 über eine deutsche Volksschule (Schulleiter war zuletzt Wilhelm Migulski) und eine protestantische Gemeinde St. Johannis, welche 1912 in der damaligen Alexandrowska (Alexanderstraße), nach dem Ersten Weltkrieg Ulica Pierackiego und spätestens ab 1932 Ulica Warszawska genannt), eine steinerne Kirche im neoromantischen Stil errichtete, die heute als Kościół św. Wojciecha der polnischen katholischen Gemeinde dient.
Im Zweiten Weltkrieg wurde der Großteil der Juden von Białystok im Holocaust ermordet, und die demografische Zusammensetzung der Stadt änderte sich radikal. Ende 1945 lebten nur noch 1.085 Juden in der Stadt, deren Zahl sich in den nächsten Jahren durch Emigration noch weiter verringerte. Auch die deutsche und die russische Minderheit der Stadt hatten nach Ende des Krieges Białystok weitgehend verlassen.
Von den heute rund 295.000 Einwohnern sind etwa 97 % Polen, daneben gibt es noch eine kleine belarussische Minderheit von etwa 2,5 %. Sie ist durch einige Kulturzentren in der Stadt vertreten und betreibt unter anderem den Radiosender Radyjo Razyja.

## Verkehr

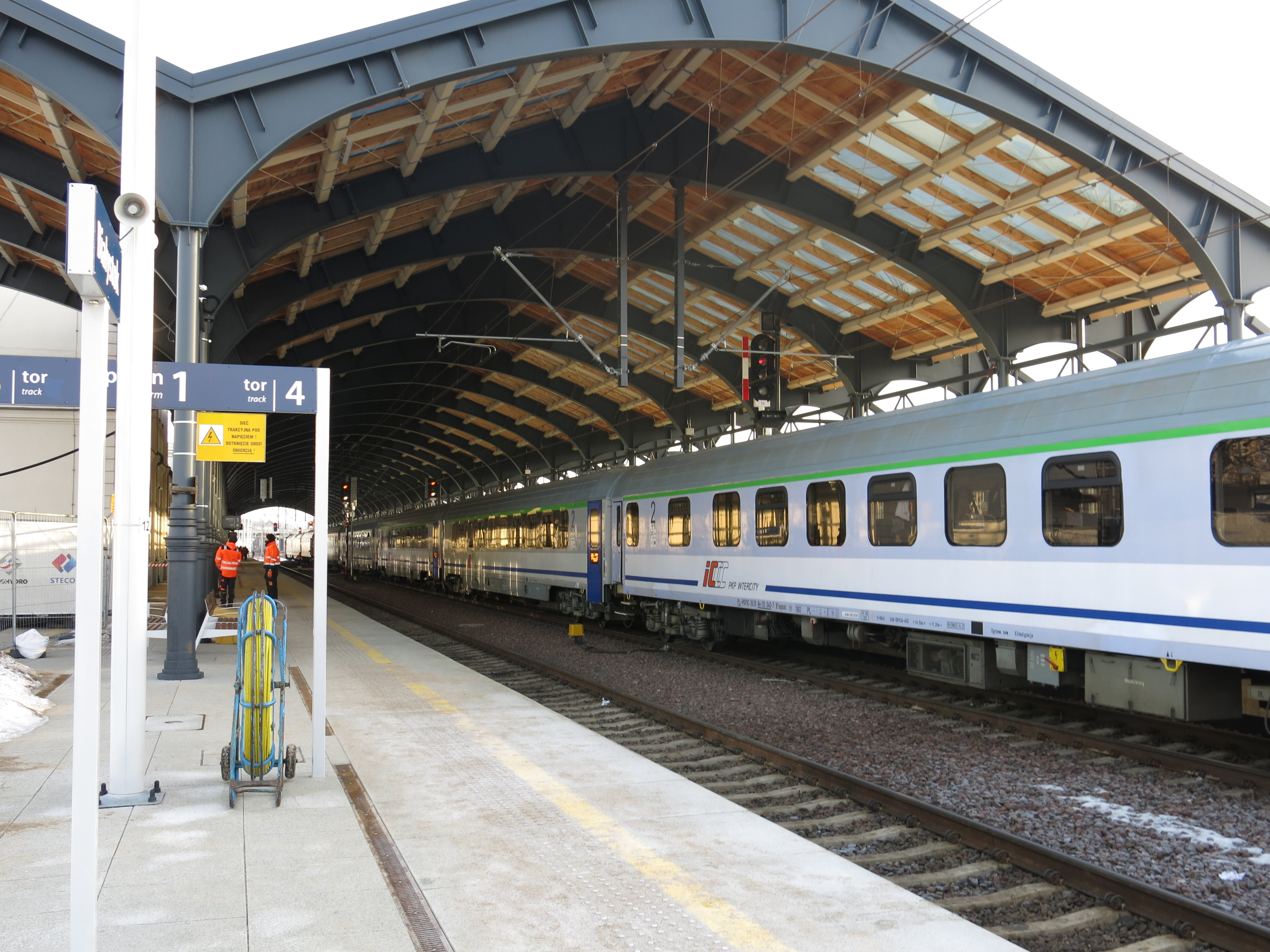
Bahnhof Białystok

Białystok liegt an der größtenteils fertiggestellten Schnellstraße S8, die den Ort mit der Landeshauptstadt Warschau verbindet. Außerdem ist geplant, die Landesstraße DK19 zur Schnellstraße S19 auszubauen, die über Lublin nach Rzeszów führen soll.
Die Stadt ist Ausgangspunkt der Bahnstrecke Głomno–Białystok, außerdem liegt sie an der Bahnstrecke Zielonka–Kuźnica Białostocka entlang der ehemaligen Petersburg-Warschauer Eisenbahn, die von Zielonka bei Warschau zur belarussischen Grenze führt. Im Juni 2016 wurde eine Regionalzugverbindung am Wochenende ins litauische Kaunas wiederaufgenommen. Außerdem zweigen in Białystok Regionalstrecken nach Czeremcha sowie nach Zubki in der Gmina Gródek ab. Zudem soll die geplante Eisenbahnverbindung Rail Baltica durch Białystok führen.
Im Januar 2017 wurde ein Referendum über den Bau eines Regionalflughafens für die Woiwodschaft Podlachien in Białystok abgehalten, bei der 96 % der Abstimmenden sich dafür aussprachen. Aufgrund der niedrigen Wahlbeteiligung von etwa 13 % ist das Ergebnis aber nicht bindend.

## Hochschulen
- Universität Białystok
- Technische Universität Białystok
- Musikhochschule
- Medizinische Universität Białystok
- Schauspielschule

## Sport

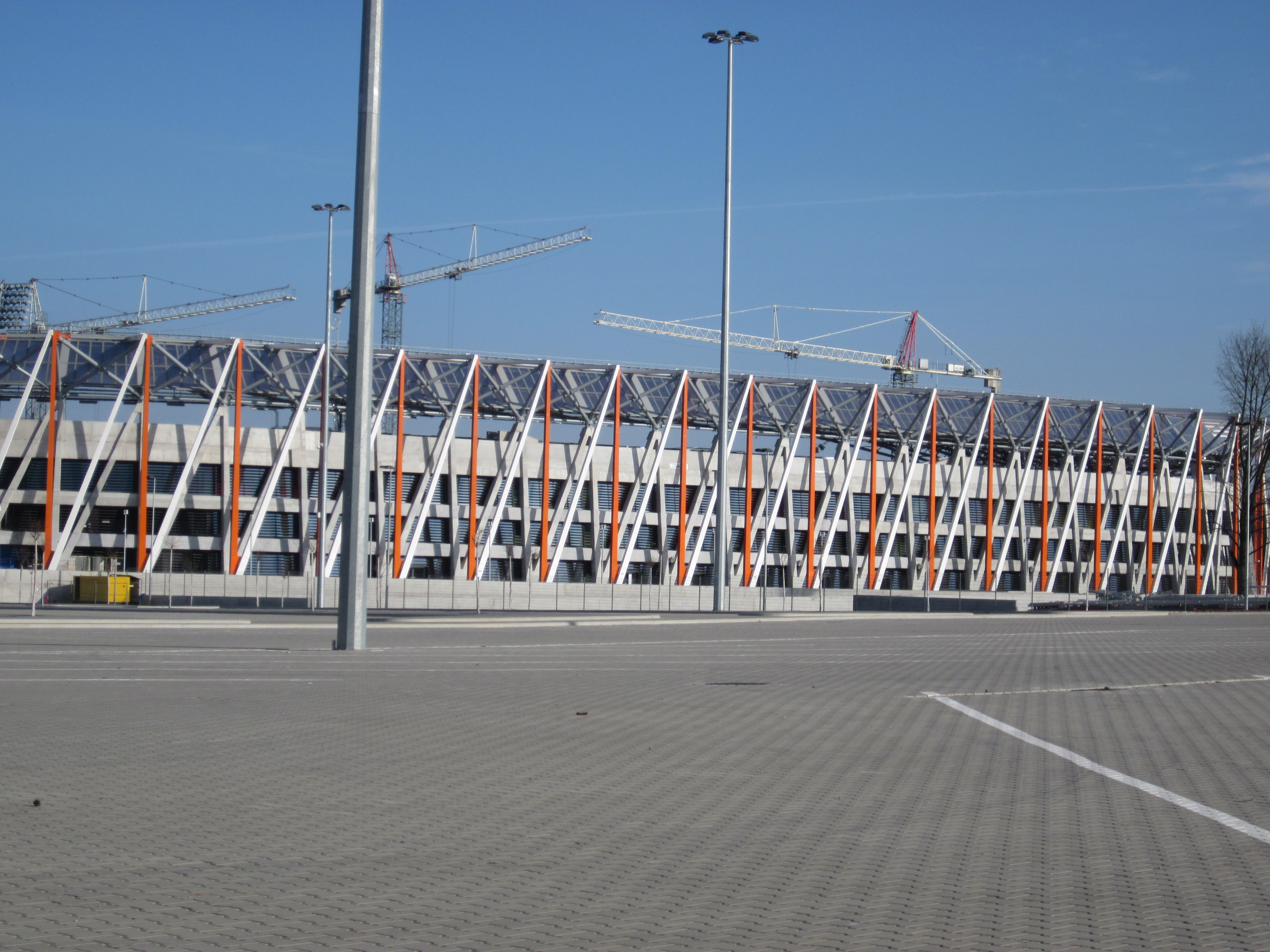
Stadion Miejski (Białystok)

In Białystok ist der Fußballverein Jagiellonia Białystok ansässig, der in der Ekstraklasa, der höchsten polnischen Spielklasse, antritt. Größter Erfolg des Vereins, der seine Heimspiele im etwa 22.000 Zuschauer fassenden Stadion Miejski austrägt, war lange der Gewinn des polnischen Fußballpokals 2010. In der Saison 2023/24 wurde der Klub erstmals in seiner Vereinsgeschichte polnischer Meister.

## Politik

### Stadtpräsident
An der Spitze der Stadtverwaltung steht ein Stadtpräsident, der von der Bevölkerung direkt gewählt wird. Seit 2006 ist dies Tadeusz Truskolaski von der Platforma Obywatelska (PO). Seit den Wahlen 2018 tritt Truskolaski für das Wahlbündnis Koalicja Obywatelska aus PO, Nowoczesna und weiteren Gruppierungen an.
Die turnusmäßige Wahl 2024 brachte folgendes Ergebnis:
- Tadeusz Truskolaski (Koalicja Obywatelska) 53,3 % der Stimmen
- Henryk Dębowski (Prawo i Sprawiedliwość) 33,5 % der Stimmen
- Rafał Greś (Konfederacja und unabhängige lokale Verwaltungen) 7,4 % der Stimmen
- Andrzej Aleksiejczuk (Lewica) 3,9 % der Stimmen
- Übrige 1,9 % der Stimmen

Damit wurde Amtsinhaber Truskolaski wiederum bereits im ersten Wahlgang wiedergewählt.
Die Abstimmung 2018 brachte folgendes Ergebnis:
- Tadeusz Truskolaski (Koalicja Obywatelska) 56,2 % der Stimmen
- Jacek Żalek (Prawo i Sprawiedliwość) 30,2 % der Stimmen
- Tadeusz Arłukowicz (Wahlkomitee Tadeusz Arłukowicz „Białystok Ja Bitte“) 7,9 % der Stimmen
- Katarzyna Sztop-Rutkowska (Wählerinitiative für Białystok) 4,2 % der Stimmen
- Übrige 1,5 % der Stimmen

Damit wurde Truskolaski bereits im ersten Wahlgang wiedergewählt.

### Stadtrat
Der Stadtrat besteht aus 28 Mitgliedern und wird direkt gewählt. Die Stadtratswahl 2024 führte zu folgendem Ergebnis:
- Koalicja Obywatelska (KO) 39,4 % der Stimmen, 14 Sitze
- Prawo i Sprawiedliwość (PiS) 33,7 % der Stimmen, 12 Sitze
- Trzecia Droga (TD) 11,4 % der Stimmen, 2 Sitze
- Konfederacja und unabhängige lokale Verwaltungen 8,4 % der Stimmen, kein Sitz
- Lewica 5,3 % der Stimmen, kein Sitz
- Wahlkomitee Spoza Sitwy 1,8 % der Stimmen, kein Sitz

Die Stadtratswahl 2018 führte zu folgendem Ergebnis:
- Koalicja Obywatelska (KO) 42,1 % der Stimmen, 16 Sitze
- Prawo i Sprawiedliwość (PiS) 37,2 % der Stimmen, 12 Sitze
- Wählerinitiative für Białystok 8,1 % der Stimmen, kein Sitz
- Wahlkomitee Tadeusz Arłukowicz „Białystok Ja Bitte“ 5,9 % der Stimmen, kein Sitz
- Sojusz Lewicy Demokratycznej (SLD) / Lewica Razem (LR) 3,8 % der Stimmen, kein Sitz
- Wahlkomitee Spoza Sitwy 2,8 % der Stimmen, kein Sitz

### Städtepartnerschaften
Die 21 Partnerstädte von Białystok sind:
| Stadt                | Land                |
| -------------------- | ------------------- |
| Bălți                | Moldau              |
| Bornova              | Türkei              |
| Chongzuo             | Volksrepublik China |
| Dijon                | Frankreich          |
| Eindhoven, seit 1992 | Niederlande         |
| Gjumri               | Armenien            |
| Gori                 | Georgien            |
| Hrodna               | Belarus             |
| Irkutsk              | Russland            |
| Jehud                | Israel              |
| Jelgava              | Lettland            |
| Kaliningrad          | Russland            |
| Kaunas               | Litauen             |
| Luzk, seit 2013      | Ukraine             |
| Lusaka               | Sambia              |
| Mazara del Vallo     | Italien             |
| Milwaukee            | Vereinigte Staaten  |
| Pskow                | Russland            |
| Sliema               | Malta               |
| Sumqayıt             | Aserbaidschan       |
| Tomsk                | Russland            |

## Kultur

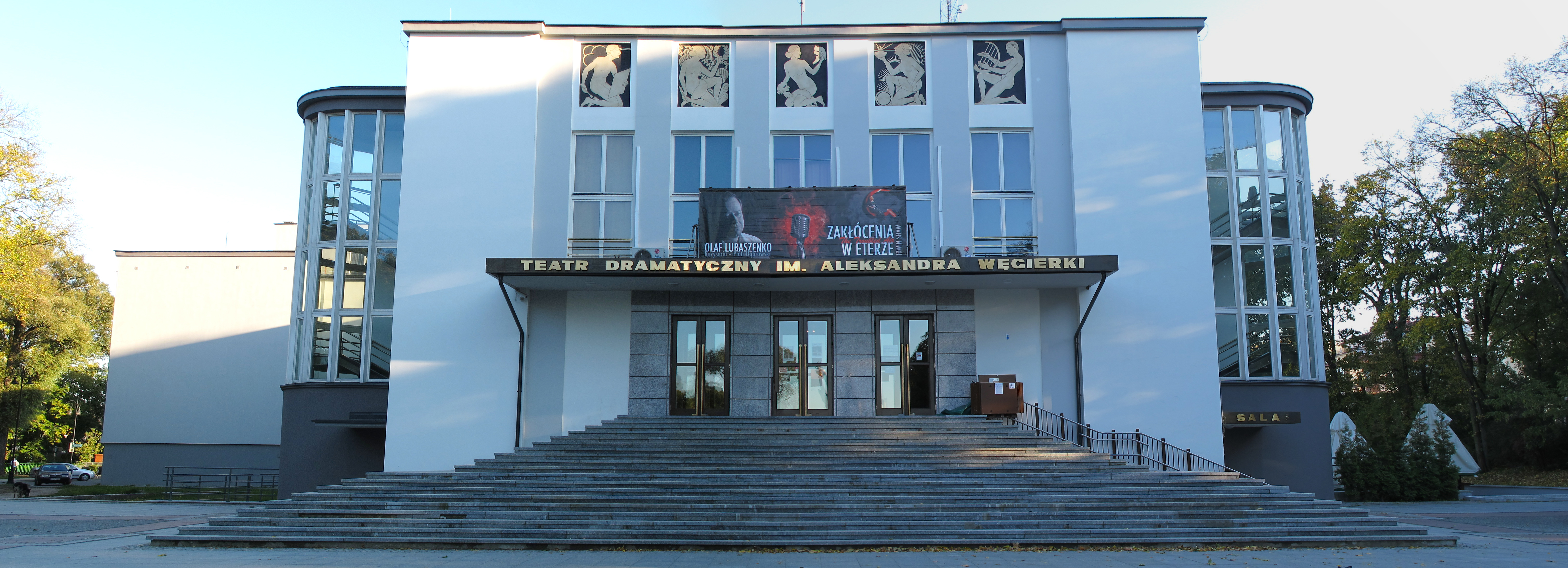
Dramatisches Theater Aleksander Węgierka in Białystok

### Theater und Philharmonie
- Podlachische Oper und Philharmonie
- Dramatisches Theater Aleksander Węgierka in Białystok
- Puppentheater Białystok

### Museen
In Białystok gibt es zahlreiche staatliche wie auch private Museen. Nachfolgend eine kleine Liste ausgewählter Museen.
|  | Name                                  | Adresse                                            | Kurzbeschreibung |
|  | ------------------------------------- | -------------------------------------------------- | --- |
|  | Armeemuseum in Białystok              | ulica Jana Kilińskiego 7, 15-089 Białystok (Karte) | Es ist das größte Kriegsmuseum in der Woiwodschaft Podlachien und hatte im Jahr 2018 mehr als 40.000 Besucher.                                                                                 |
|  | Sibirisches Gedenkmuseum in Białystok | ulica Węglowa 1, 15-121 Białystok (Karte)          | Das Museum präsentiert die Geschichte der Deportationen der Polen nach Russland sowie die sowjetische Unterdrückung und Verbrechen, einschließlich Deportationen nach Sibirien und Kasachstan. |
|  | Historisches Museum in Białystok      | ulica Warszawska 37, 15-062 Białystok (Karte)      | Das Museum präsentiert die Geschichte der Stadt Białystok und Podlachien. |
|  | Ludwik-Zamenhof-Zentrum in Białystok  | ulica Warszawska 19, 15-062 Białystok (Karte)      | Museum präsentiert die Geschichte des Esperanto |

## TV-Dokumentationen
- Thomas Gaevert, Martin Hilbert: Ausgelöscht – Bialystok und seine Juden, Dokumentarfilm, 43 Minuten, Produktion: WDR/RBB 2007; Erstsendung: 22. November 2007, Das Erste